# 국가채무시계

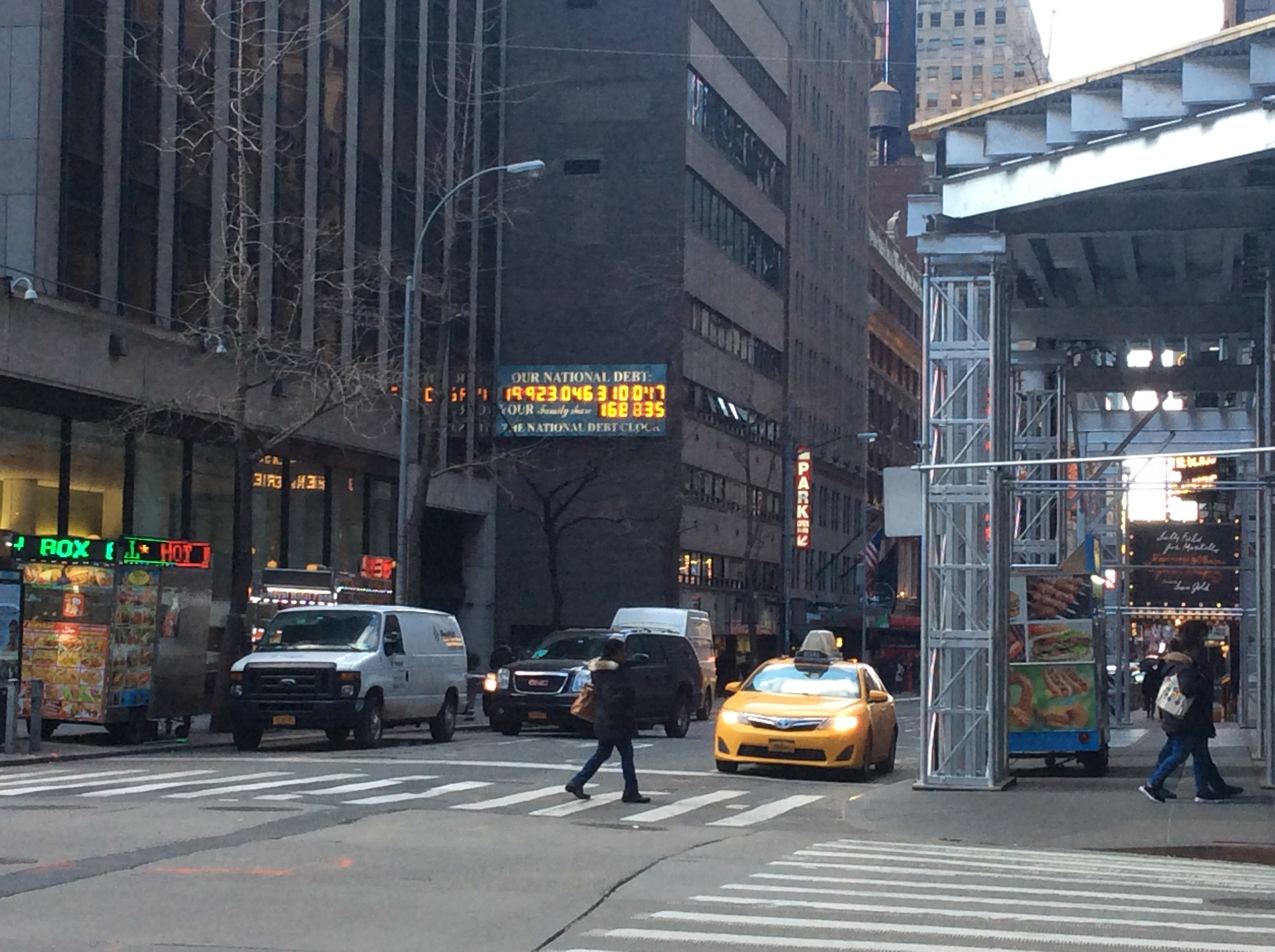
2017년 2월 6번가와 44번가 근처의 이전 위치에 있던 시계는 당시 19조 9천억 달러의 국가부채를 보여주었다.

국가채무시계(國家債務時計, 영어: National Debt Clock) 또는 국가부채시계는 미국의 총 국가 부채와 미국의 각 가정당 부담하는 부채를 보여주는 빌보드 크기의 디스플레이 장치이다. 현재 뉴욕 맨해튼 6번가의 서쪽에 위치해 있으며, 42번 거리와 43번 거리 사이의 원 브라이언트 공원의 서쪽에 설치되어 있다. 전 세계 최초로 설치된 채무시계이다.
시계는 미국의 부동산 업자인 시모어 더스트가 늘어나는 국가채무에 대한 경각심을 심기 위해 1989년 타임스 스퀘어에서 한 블록 떨어진 곳인 42번 거리와 43번 거리 사이 6번가에 설치하면서 처음 등장했다. 2004년에는 시계가 해체되고 43번 거리와 6번가 근처에 새 시계가 설치되었다. 2008년, 미국의 국가 부채가 10조 달러를 넘어서면서 시계가 표시할 수 있는 자릿수를 하나 초과하였다. 시계의 맨 왼쪽에 있던 달러 기호는 나중에 10조 번째 자릿수를 나타내기 위해 "1"로 변경되었다. 2017년에는 시계가 원래 위치에 가까운 곳에 있는 원 브라이언트 공원으로 다시 이전되었다.

## 배경
2006년, 더스트는 시계가 세대 간 형평성을 생각해보기 위한 초당적인 노력이라고 말하였다: "우리는 가족 기업입니다. 우리는 세대를 생각하고 다음 세대가 이 부담으로 힘들어하는 것을 보고 싶지 않습니다."
시모어의 아들 더글라스는 아버지가 적어도 1980년부터 미국의 국가부채 문제에 경각심을 세우는 일에 대해 생각하고 있었다고 말하였다. 1980년 휴가철에는 아버지가 미국의 상·하원의원들에게 "새해 복 많이 받으세요. 국가부채 중 당신의 부담금액은 3만 5000 달러입니다"라고 쓰여있는 카드를 보냈다고 말하였다. 1980년대 초, 시모어가 처음으로 지속적으로 업데이트되는 시계의 아이디어를 고안해냈지만, 그때 당시 그런 프로젝트를 마련할 수 있는 기술이 개발되지 않은 상태였다. 당시 국가 부채는 빠르게 1조 달러에 가까워졌었다.

## 첫 번째 시계

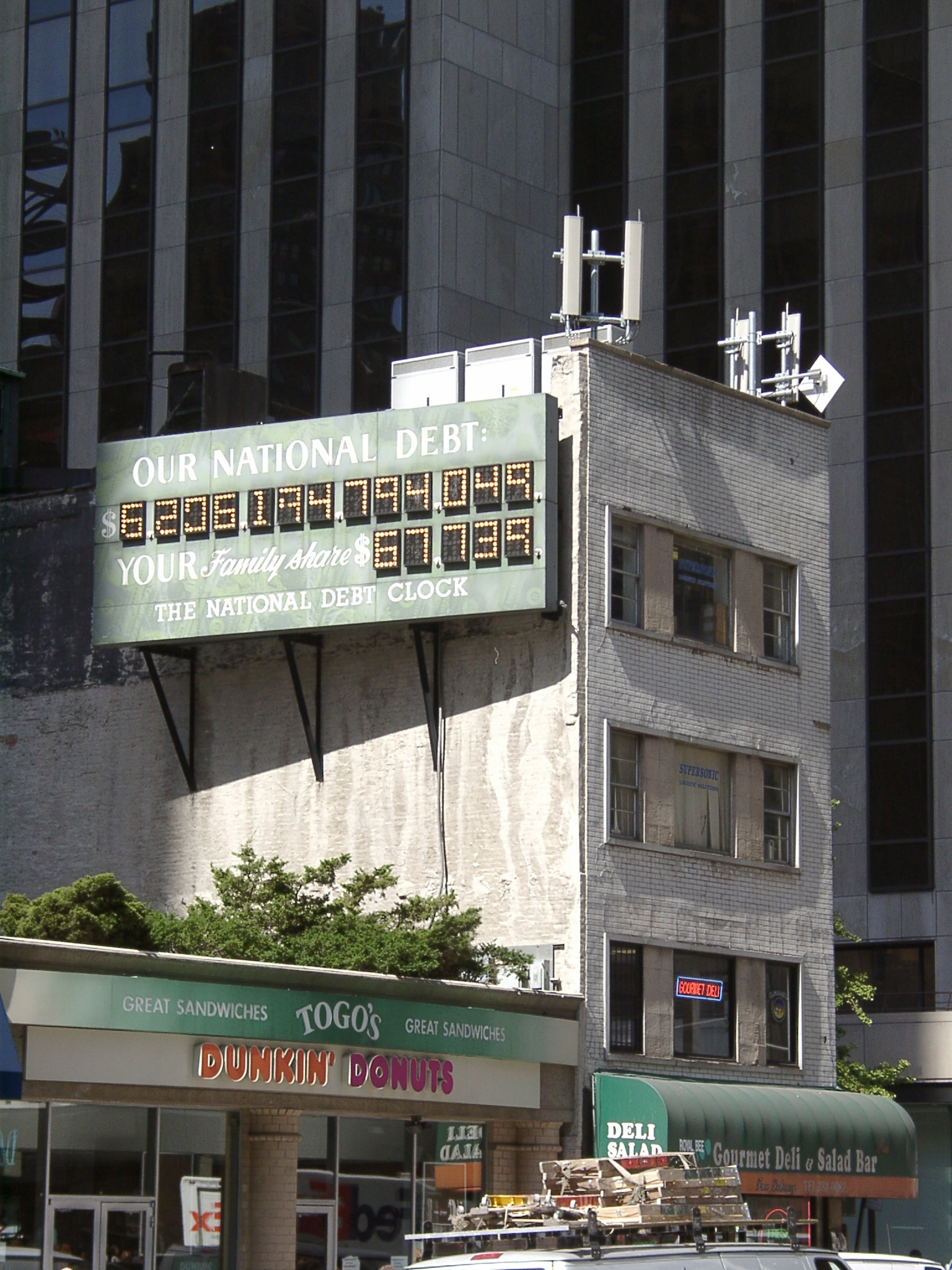
2002년의 타임스퀘어 근처 원래 위치의 첫 번째 시계.

최초의 국가채무시계는 1989년 2월 20일에 설치되었다. 그해 미국의 국가부채는 2.7조 달러였다. 11 x 26 피트 (3.4m x 7.9m) 크기의 원조 시계는 10만 달러의 비용이 들었다. 디스플레이의 전구 305개를 유지하는데 월당 500달러의 유지비용이 들었다. 시계는 (타임스 스퀘어에서 한 블록 떨어진 위치인) 42번가와 브라이언트 공원의 북쪽을 바라보는 6번가의 42번 거리에 있던 현재 철거된 더스트 빌딩에 설치되었다. 뉴욕의 빌보드 화사인 아트크랩프트 스트라우스가 만들었고, 시계는 당시에 흔했던 5 x 7 캐릭터 해상도의 세그멘트 디스플레이를 가진 것이 특징이다. 두 번째 시계와 비슷하게 속도계 스타일로 예상된 부채 증가율을 따르는 업데이트 시스템이 구축되었고, 매주 한 번 미국 재무부 발표에 맞춰서 숫자를 조정하였다. 더스트는 "부채가 없어지거나 도시가 사라지지 않는 한 시계는 작동할 것"이라며 "사람들을 귀찮게 하면 제대로 작동하는 것"이라고 말했다.
더스트는 1995년 5월 사망하기 일주일 전까지 모뎀을 통해 집계를 조정했다. 그의 사망 이후, 아들 더글라스가 시계를 소유하고 유지하는 더스트 단체의 회장이 되었다. 아트크래프트 스트아루스는 그 이후로 국가부채 수치를 최신 상태로 유지해왔다. 1995년 11월 15일, 시계는 작동 6년 만에 처음으로 작동을 중단하였다. 미국 정부 폐쇄의 영향으로 시계는 4,985,567,071,200달러에서 동결되었다. 1998년에는 국가부채 수치가 5조 5000억 달러를 넘어서자 시계가 고장 났다. 그 원인은 "수치가 너무 높았기" 때문이었다. 이에 대한 대응으로 아트크래프트는 시계 내부에 새로운 컴퓨터를 설치하였다.
2000년 초에는 국가부채가 줄어들고 있었기 때문에 시계가 거꾸로 돌아가기 시작했다. 시계는 5조 7000억 달러의 국가 부채를 표시하였고, 가정 당 부담금액은 거의 7만 4000달러였다. 시계의 원래 목적은 증가하는 부채를 강조하는 것이었지만 줄어드는 숫자는 혼합된 메시지를 주었고, 시계가 거꾸로 돌아가게 설계되지 않았다는 사실도 알려졌다. 2000년 5월, 시모어 더스트의 87번째 생일인 2000년 9월 7일에 시계의 플러그를 뽑을 예정이었다고 발표되었다. 더글라스는 시계의 플러그를 뽑는 결정이 "증가하는 국가 부채에 관심을 집중시키기 위해 세워진 것이며, 그 목적을 달성했기 때문"이라고 말하였다. 9월에는 시계의 플러그가 뽑힌 다음 빨강-파랑-하얀색 커튼으로 덮어졌고, 그때 당시 국가 부채는 약 5조 7000억 달러에 육박했다. 그러나 2년도 채 되지 않은 2002년 7월에 커튼은 벗겨졌고 시계는 6조 1천억 달러부터 재가동되었다.

## 두 번째 시계

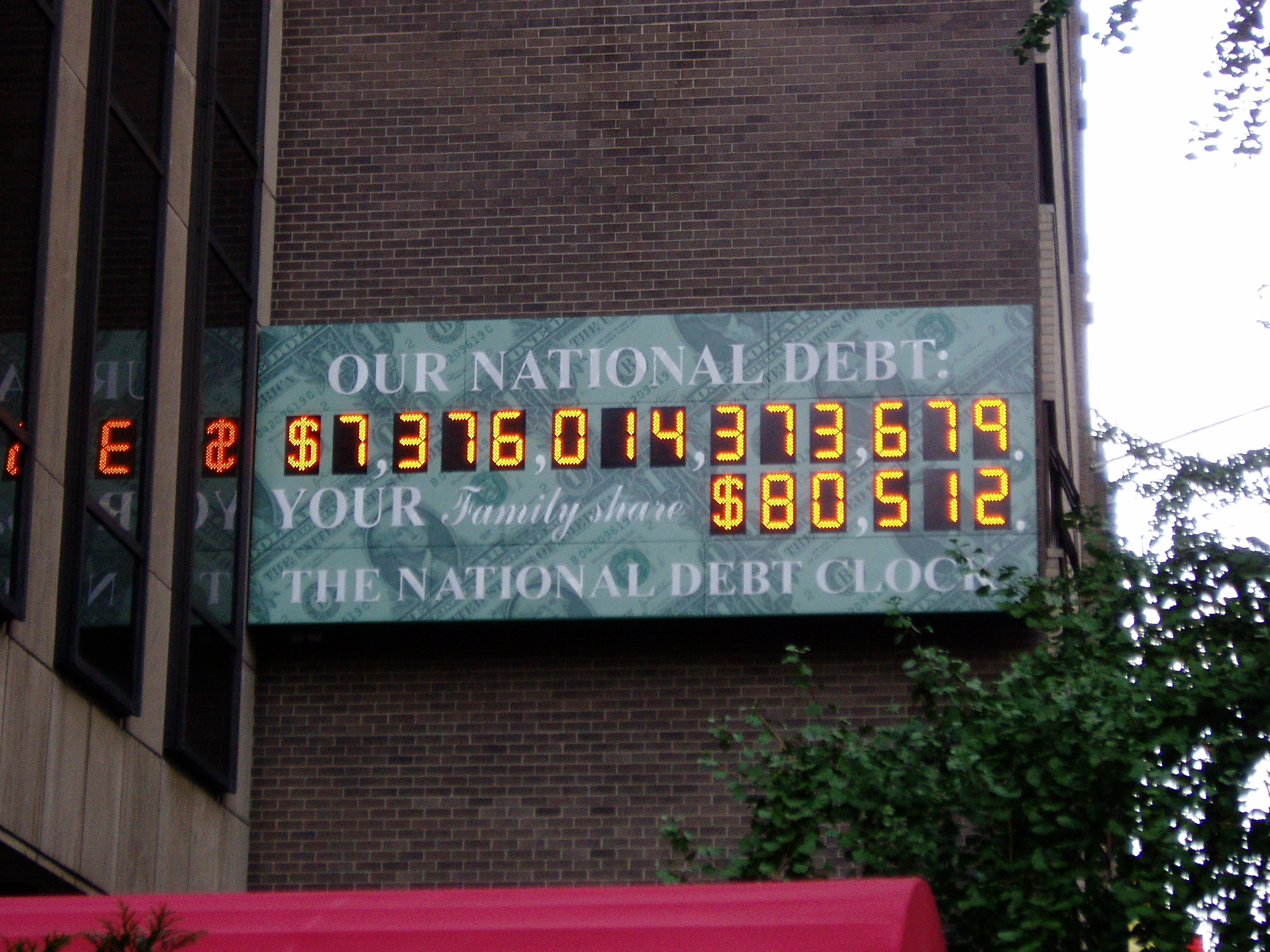
2004년 9월 24일의 국가채무시계.

2004년에는 원래 위치에 있던 건물을 철거하고 원 브라이언트 공원을 건설하기 위해 42번가 부근에 있던 원래의 시계를 이전하였다. 시계의 업데이트된 모델이 44번 거리와 6번가의 교차로의 남동쪽을 바라보는 에비뉴 오브 더 아메리카스 1133번지에 있는 더스트 건물 측면에 설치되었다. 새 시계는 미국 국세청 사무실 옆에 있다. 이 새로운 시계는 거꾸로 돌아갈 수 있으며, 기존보다 더 밝고 세그먼트당 다수의 LED가 설치된 7세그먼트 표시 장치가 장착되어 있어 숫자를 더 쉽게 읽을 수 있게 됐다.
2007년에 시작된 금융 위기 동안 언론의 광범위한 관심 속, 2008년 9월 30일 미국의 총 국가부채가 10조 달러를 넘어섰다. 이에 따라 국가채무시계의 디스플레이는 숫자가 부족해졌다. 이를 해결하기 위해 디스플레이의 숫자가 넘쳐나기 시작한 후 가장 왼쪽 공간에 있는 달러 기호 대신 숫자 "1"을 표시하기 시작하였다.
2008년, 시계의 디스플레이에 자릿수 두 개를 추가하는 계획이 만들어졌다. 자릿수 두 개가 추가된다면 시계는 최대 1천조 달러의 부채까지 표시할 수 있게 된다.
2009년 9월, 더글라스의 조카이자 더스트 단체의 공동 회장인 조나단 "조디" 더스트는 회장으로서의 일반적인 직무를 점점 가져가는 중이다. 그는 뉴욕 타임스와의 인터뷰에서 시계의 유지보수는 앞으로도 계속 계획되어 있다고 말하였다.
2017년 6월 더스트 단체는 국가채무시계가 에비뉴 오브 더 아메리카스 1133번지의 새로운 입구를 건설하기 위해 다시 이전될 것이라고 발표하였다. 시계는 6번가와 브로드웨이 사이 골목을 바라보고 있는 원 브라이언트 파크의 서쪽으로 옮겨졌다.

## 비슷한 프로젝트

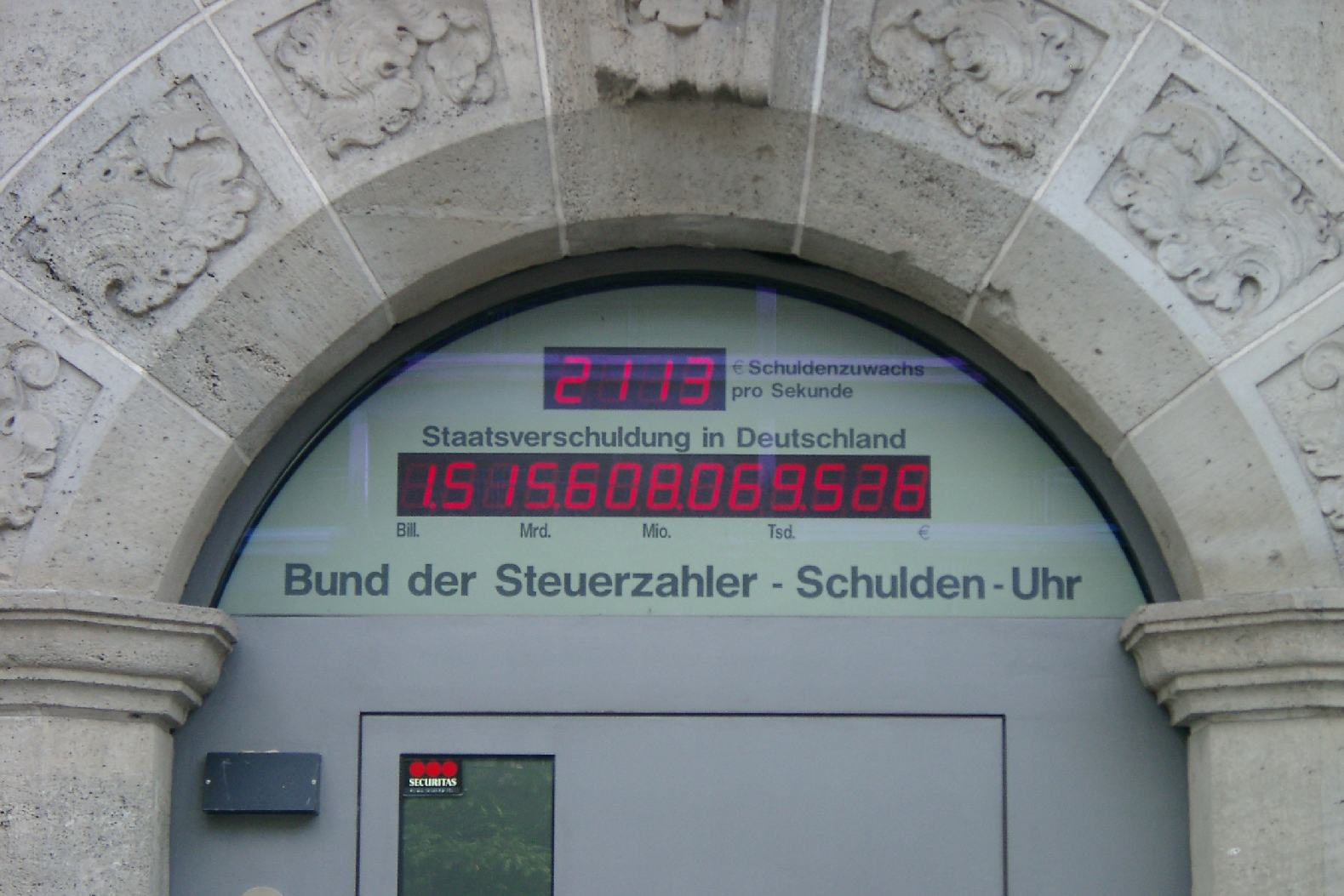
독일 납세자 협회 (Bund der Steuerzahler)의 베를린 본부에 있는 독일 국가채무시계

주기적으로 업데이트되는 시계로 메시지를 전한다는 아이디어는 국가채무시계 전, 운명의 날 시계에서도 볼 수 있었다. 그러나 국가채무시계는 지속적으로 변경되는 타이머를 가지고 있다는 점이 혁신적이었고, 이는 미국과 다른 나라에 있는 비슷한 프로젝트들에 영감을 주었다. 특히, 이 시계는 미국의 늘어나는 국가채무를 보여주는 국가적인 상징이 되었다. 1995년, 뉴욕 타임스는 정치인들이 국가 예산 삭감을 옹호하기 위해 국가채무시계를 인용하고 있다고 보도하였다. 온라인에서는 국가 부채를 추적하는 다양한 집계기들이 운영된다.
국가채무시계는 다른 적산계들의 영감으로 인정받는다. 그 예로는 AMD의 전자 빌보드 캠페인을 들 수 있는데, 이 빌보드는 채무 대신 경쟁 칩셋을 사용하는 데 드는 비용을 추적했다. 2010년에는 국가채무시계를 패러디한 '죽음의 시계'가 타임 스퀘어에 세워져 90초마다 전 세계에서 얼마나 많은 산모들이 사망하는지 표시하였다.
2012년 공화당 전당대회 동안 국가 부채와 관련된 두 가지의 디스플레이가 전시되었다. 디스플레이 중 하나는 원래 시계와 유사하게 지속적으로 바뀌는 숫자가 표시되었다. 두 번째 디스플레이에는 대회가 시작된 이후로 증가한 국가 부채 액수를 추정하는 숫자가 표시되었다. 공화당에 따르면, 공화당 전당대회 시계의 목적은 당시 재선에 출마하고 있던 버락 오바마 대통령 하에 국가 부채가 빠른 속도로 증가했다는 사실을 강조하는 것이었다. 공화당 전당대회의 의장 라인스 프리버스는 시계가 "오바마 행정부의 전례 없는 재정적 무모함"을 나타낸다고 말하였다.
대한민국의 국가채무시계로는 국회예산정책처에서 현재 시점 국가채무의 예측치를 보여주고 있다.

## 대중매체에서
이 시계는 국가부채에 관한 2006년 다큐멘터리 《Maxed Out》에 등장하였다. 또한 이 영화에서 더스트 가족 구성원 중 몇 명이 등장하기도 하였다.

## 같이 보기
- 국가채무
- 국부
- 시계
- 국가채무에 따른 나라 목록